# Mesochorus declinans
Mesochorus declinans là một loài tò vò trong họ Ichneumonidae.